# Oxytropis vositensis
Oxytropis vositensis är en ärtväxtart som beskrevs av I.T. Vassilczenko. Oxytropis vositensis ingår i släktet klovedlar, och familjen ärtväxter. Inga underarter finns listade i Catalogue of Life.